# اچ‌ام‌ای‌اس دشینو (اس‌اس‌جی ۷۶)
اچ‌ام‌ای‌اس دشینو (اس‌اس‌جی ۷۶) (به انگلیسی: HMAS Dechaineux (SSG 76)) یک زیردریایی است که طول آن ۷۷٫۴۲ متر (۲۵۴٫۰ فوت) می‌باشد. این زیردریایی در سال ۱۹۹۸ ساخته شد.